# 布朗特
布朗特（法語：Brantes，法語發音：[bʁɑ̃t]）是法国普罗旺斯-阿尔卑斯-蓝色海岸大区沃克吕兹省的一个市镇，属于卡庞特拉区。

## 地理
布朗特（44°11'36"N, 5°20'0"E）面积28.18 平方千米，位于法国普罗旺斯-阿尔卑斯-蓝色海岸大区沃克吕兹省，该省份为法国东南部内陆省份，北起德龙省，西北接阿尔代什省，西接加尔省，南至罗讷河口省，东南角与瓦尔省接壤，东临上普罗旺斯阿尔卑斯省。
与布朗特接壤的市镇（或旧市镇、城区）包括：蒙布兰莱班、普莱西昂、雷亚内特、欧雷勒、贝端、圣莱热迪旺图、萨瓦扬。

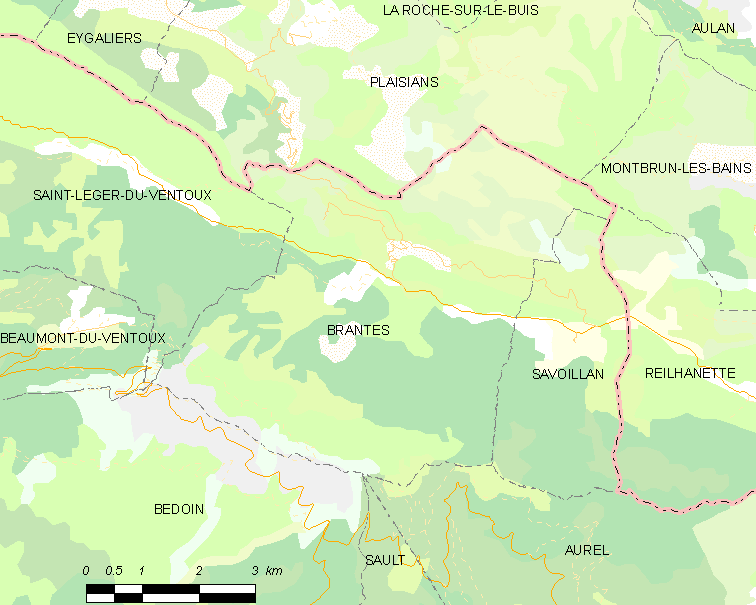
布朗特的OSM定位图

布朗特的时区为UTC+01:00、UTC+02:00（夏令时）。

## 行政
布朗特的邮政编码为84390，INSEE市镇编码为84021。

## 政治
布朗特所属的省级选区为韦松拉罗迈讷县。

## 人口

1962-2008年间布朗特人口变化图示

布朗特于2022年1月1日时的人口数量为86人。